# Epinephelus polyphekadion
Epinephelus polyphekadion es una especie de peces de la familia Serranidae en el orden de los Perciformes.

## Morfología
Los machos pueden llegar alcanzar los 90 cm de longitud total.

## Distribución geográfica
Se encuentra desde el mar Rojo y el África Oriental hasta la Polinesia Francesa, y desde el sur de Japón hasta el sur de Queensland (Australia).